# Leopard (Rakete)
Leopard ist die Bezeichnung einer zweistufigen britischen Versuchsrakete, die zwischen 1959 und 1962 elfmal von Aberporth gestartet wurde.  
Die Leopard war eine Weiterentwicklung aus der Versuchsrakete Rook und wurde mit dem Ziel entwickelt, Tests mit größerer Gipfelhöhe zu ermöglichen. Sie erreichte eine maximale Gipfelhöhe von 20 km, hatte eine Startmasse von 1500 kg und eine Länge von 6,00 m. 

## Geschichte
Von den insgesamt elf Starts der Leopard, missglückten die ersten drei. Am 22. Oktober 1959 und am 2. Januar und 7. Januar 1960. Alle folgenden acht Starts wurden erfolgreich durchgeführt und erreichten jeweils eine Gipfelhöhe von 20 km.